# Ráth Károly (rendvédelmi tiszt)
Ráth Károly (Roth Károly) (Arad, 1903. december 17. – Budapest, 1985. június 18.) újságíró, ÁVH-s ezredes, diplomata.

## Életpályája
1920–1927 között az aradi Erdélyi Újság, a Brassói Lapok és a kolozsvári Ellenzék munkatársa volt. Ekkor került kapcsolatba a Romániai Kommunista Párttal. 1927-ben államellenes izgatás miatt fél évig börtönben ült, majd Párizsba emigrált. Fizikai munkás lett; a kommunista Rundschau és a Balkan Korrespondenz című lapok munkatársa volt. 1937-től a köztársaságiak oldalán főhadnagyként a spanyol polgárháborúban harcolt. A vereség után Franciaországban, 1940-től az észak-afrikai francia gyarmatokon volt internált. 1942-ben a brit fegyveres munkaszolgálat hadnagya lett, majd a Vörös Hadsereghez csatlakozott. 1944 nyarától a 2. Ukrán Front hadműveleti csoportjának kapitánya volt. 1945-ben visszatért Magyarországra. 1945–1948 között a szovjet hadsereg magyar nyelvű lapjának, az Új Szónak a szerkesztője volt. 1948-ban rövid ideig a Belügyminisztérium Államvédelmi Osztályának (ÁVO) ezredese volt. 1948–1949 között a Magyar Rádió külföldi adásainak főszerkesztőjeként dolgozott. 1949-ben letartóztatták, s a Rajk-ügy egyik mellékperében 8 év fegyházra ítélték. 1953-ban szabadult, rehabilitálták, s alezredesként a Honvédelmi Minisztériumba került. 1957–1961 között magyar nagykövet volt Görögországban. 1961-ben Magyarország athéni nagykövetségén ciprusi nagykövet volt. 1961–1964 között magyar nagykövet volt Irakban. 1964–1967 között Dániában volt magyar nagykövet. 1957–1979 között athéni, bagdadi, kabuli, koppenhágai nagykövet volt. 1979-ben nyugdíjba vonult.

## Díjai
- A Magyar Érdemrend lovagkeresztje (1948)
- Munka Érdemrend arany fokozata (1970)